# Dierenvoer
Dierenvoer of diervoeder verwijst naar elk soort voedsel dat specifiek gebruikt wordt om dieren, meestal huisdieren of (pluim)vee, te voeden. Dat voedsel kan speciaal voor dit doel zijn gemaakt, zoals mengvoeders, maar kan ook zijn overgebleven na een maaltijd. Een voorbeeld van een specifiekere benaming  is veevoer, voor dieren uit de veehouderij.  

## Soorten voer
Voer bestaat in veel verschillende vormen, en kan zowel op basis van planten als vlees zijn gemaakt, afhankelijk van het dier waarvoor het bestemd is. De wereldwijde voederindustrie voor de veeteelt bedroeg in 2006 635 miljoen ton voedsel, met een jaarlijkse groei van 2%. 
In de veeteelt worden grassen, graansoorten (bijvoorbeeld maïs), ruweiwit en gewassen met een hoog vetgehalte, zoals koolzaad of sojaschroot, gebruikt voor voer. Ruwvoer zijn planten die vers aan de dieren worden gegeven, of gedroogd tot hooi of stro. Ook worden planten ingekuild, het zogenaamde kuilvoer. Daarnaast worden reststromen uit de voedingsindustrie en restaurants gebruikt, met name voor varkensvoer.
Plantaardig voer wordt soms verrijkt met extra voedingsstoffen, of er worden medicijnen en groeihormonen aan toegevoegd. 
Veel veeboeren gebruiken stukken van hun land voor de verbouw van veevoer, bijvoorbeeld hooi en stro, die in de (na)zomer worden geoogst als wintervoer voor het vee. 
Huisdiervoer wordt gemaakt door commerciële bedrijven. Veel daarvan is droogvoer (8 tot 10% vocht); 'vochtig voer' wordt meestal in blik verkocht. In voer voor honden en katten wordt vlees of vis verwerkt, al dan niet afkomstig van voedseldieren. Voor knaagdieren bestaat voer doorgaans uit gedroogde zaden en noten. Ook hier kan het voer extra toegevoegde voedingsstoffen bevatten.
Er bestaan in veel landen voorschriften waar dierenvoer aan dient te voldoen.

## Kritiek
Een veelgehoord punt van kritiek op voer is dat, zeker in de vee-industrie, vaak algemeen voer wordt gebruikt dat niet even geschikt is voor alle dieren. Zo kan er voedsel in verwerkt zijn waar het ene dier minder goed tegen kan dan het andere. 
Een ander punt van kritiek is dat commercieel voer te sterk zou afwijken van wat dieren in de natuur eten. Vooral aanhangers van vers en rauw voer (BARF) maken daarom vaak hun eigen voer dat meer op een dier is afgestemd.
Ook het feit dat aan veevoer antibiotica werd toegevoegd was wegens het gevaar op resistentie lang onderwerp van kritiek. Sinds 2006 geldt in de Europese Unie een verbod op antibiotische groeibevorderaars in veevoer. Antibiotica mogen nog wel worden toegepast voor therapeutische doeleinden, maar alleen onder strikte voorwaarden en met inachtneming van een verplichte wachttijd.
De Europese Unie heeft een Lijst van verboden additieven in diervoeding vastgesteld met stoffen die niet meer aan diervoeding mogen worden toegevoegd.
Er is kritiek op de herkomst van veel diervoeders, ze worden vaak van ver aangevoerd. Bij kringlooplandbouw wordt veevoer op het eigen bedrijf of in de regio geproduceerd.